# Otto Fricke (Politiker, 1902)

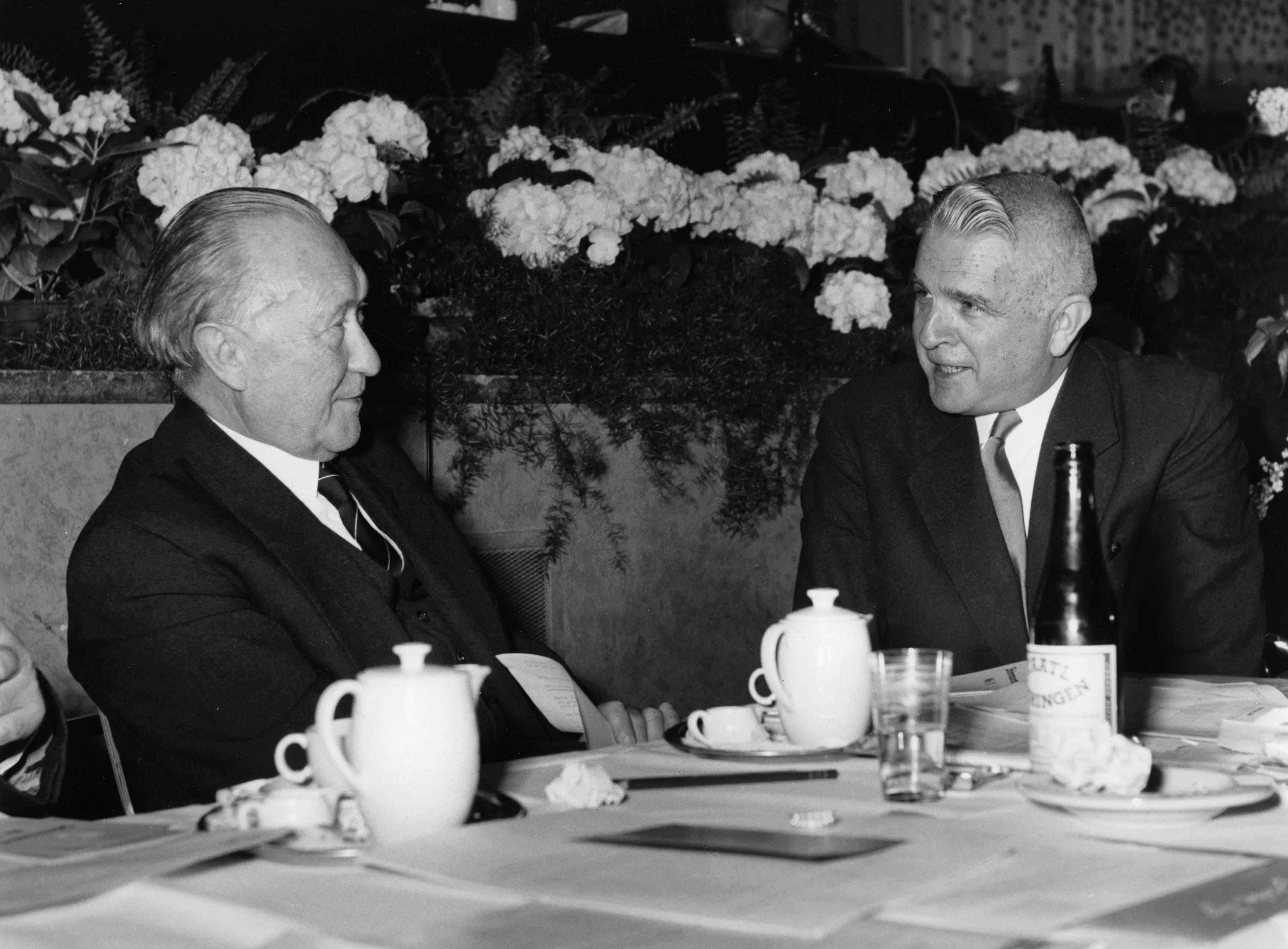
Otto Fricke (rechts) zusammen mit Konrad Adenauer auf dem 9. CDU-Bundesparteitag 1960 in Karlsruhe

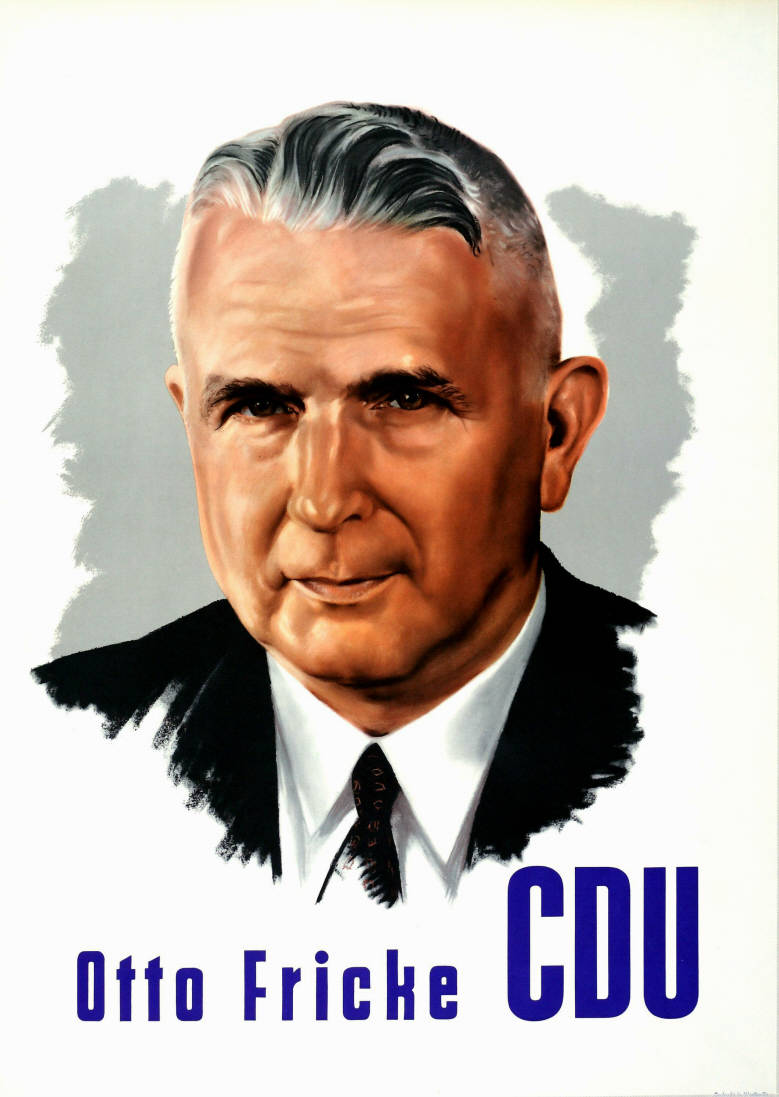
Otto Fricke auf einem Wahlplakat zur Landtagswahl in Niedersachsen 1959

Otto Fricke (* 10. März 1902 in Lengde; † 3. September 1972 in Bad Harzburg) war ein deutscher Jurist, Unternehmer und Politiker (CDU).

## Leben und Beruf
Otto Fricke wurde am 10. März 1902 als Sohn eines Landwirtes in Lengde geboren. Nach dem Abitur am Humanistischen Gymnasium in Goslar nahm er ein Studium der Rechts- und Staatswissenschaften an den Universitäten Göttingen und München auf, das er 1924 mit dem ersten juristischen Staatsexamen und 1925 mit der Promotion zum Dr. jur. beendete. Anschließend war er als Angestellter in der Baustoffindustrie tätig. 1934 wurde er als selbständiger Großhandelskaufmann Mitinhaber eines Baustoffgroßhandels in Goslar. In den 1930er-Jahren war er Vorsitzender von Landesverbänden und Reichsverbänden des deutschen Baustoffgroßhandels. 1938/39 war er förderndes Mitglied der SS.
Fricke war von 1953 bis 1963 Vorsitzender des Bundesverbandes des deutschen Groß- und Außenhandels. Von 1963 bis 1971 war er Präsident der Industrie- und Handelskammer Braunschweig. Er starb am 3. September 1972 in Bad Harzburg an Herzversagen.

## Politik
Nach dem Zweiten Weltkrieg zählte Fricke zu den Mitbegründern der CDU in Niedersachsen. Er war von 1952 bis 1968 Vorsitzender des CDU-Landesverbandes Braunschweig und von 1960 bis 1968 Präsidierender Landesvorsitzender der CDU Niedersachsen. Von 1947 bis 1951 sowie erneut von 1955 bis 1970 gehörte er als Abgeordneter dem Niedersächsischen Landtag an. Der Landtag wählte ihn zum Mitglied der dritten Bundesversammlung, die 1959 Heinrich Lübke zum Bundespräsidenten wählte.
Fricke wurde am 9. Juni 1948 als Minister für Wirtschaft und Verkehr in die von Ministerpräsident Hinrich Wilhelm Kopf geführte Regierung des Landes Niedersachsen berufen. Mit dem Rückzug der CDU-Minister schied er am 23. August 1950 wieder aus der Landesregierung aus und wurde als Wirtschaftsminister durch den SPD-Politiker Alfred Kubel abgelöst.